# Jüdischer Friedhof Groß-Gerau

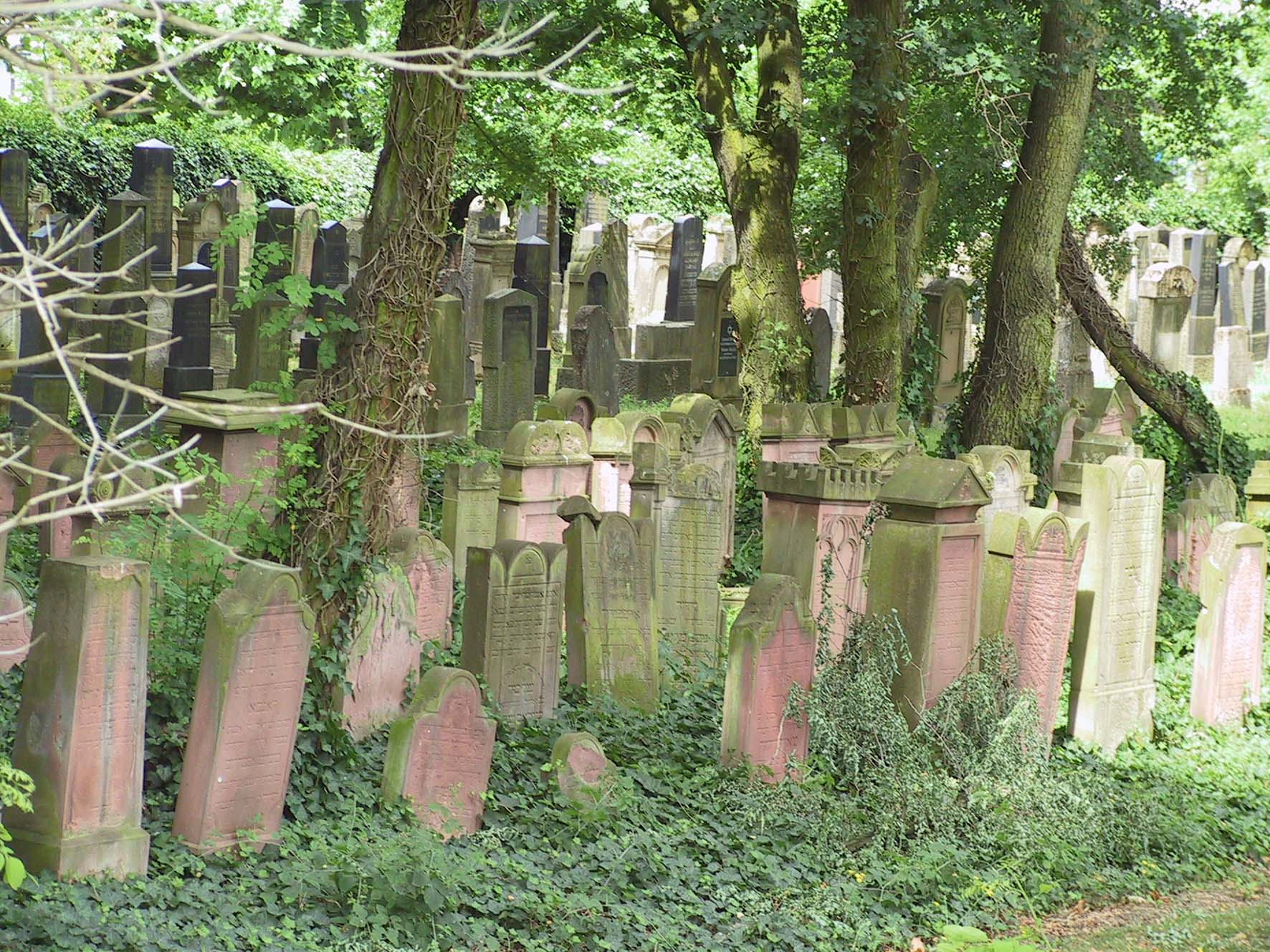
Grabsteine auf dem 1841 angelegten „neuen“ jüdischen Friedhof an der Theodor-Heuss-Straße in Groß-Gerau

Der Jüdische Friedhof Groß-Gerau in der südhessischen Kreisstadt Groß-Gerau ist ein bis heute vollständig erhaltener jüdischer Friedhof, der 1841 angelegt und bis 1938 genutzt wurde. Auf einer Fläche von 5668 Quadratmetern gibt es etwa 1200 Gräber. Er diente als Begräbnisstätte für 18 jüdische Gemeinden im Bereich zwischen Frankfurt am Main, Wiesbaden, Rüsselsheim, Mainz und Darmstadt. Er liegt an der Theodor-Heuss-Straße in direkter Nachbarschaft zum 1937 errichteten Groß-Gerauer Freibad. Heutiger Eigentümer ist der Landesverband der Jüdischen Gemeinden in Hessen.

## Geschichte
In Groß-Gerau gab es drei jüdische Friedhöfe. Nur der jüngste von ihnen ist noch erhalten.

### Erster jüdischer Friedhof (12./13. bis 17. Jahrhundert)
Der erste jüdische Friedhof Groß-Geraus wurde bereits im 12. oder 13. Jahrhundert angelegt. Er befand sich damals östlich außerhalb der Stadtgrenzen (Wall mit Graben) im Bereich der heutigen Berliner Straße zwischen dem Grünen Weg und der Hermann-Löns-Straße, also etwas südlich von der Stelle, an der sich heute die nach Wilhelm Diehl benannte Prälat-Diehl-Schule befindet. Von diesem Friedhof sind keine Spuren mehr erhalten.

### Zweiter („alter“) jüdischer Friedhof (1632 bis 1910)

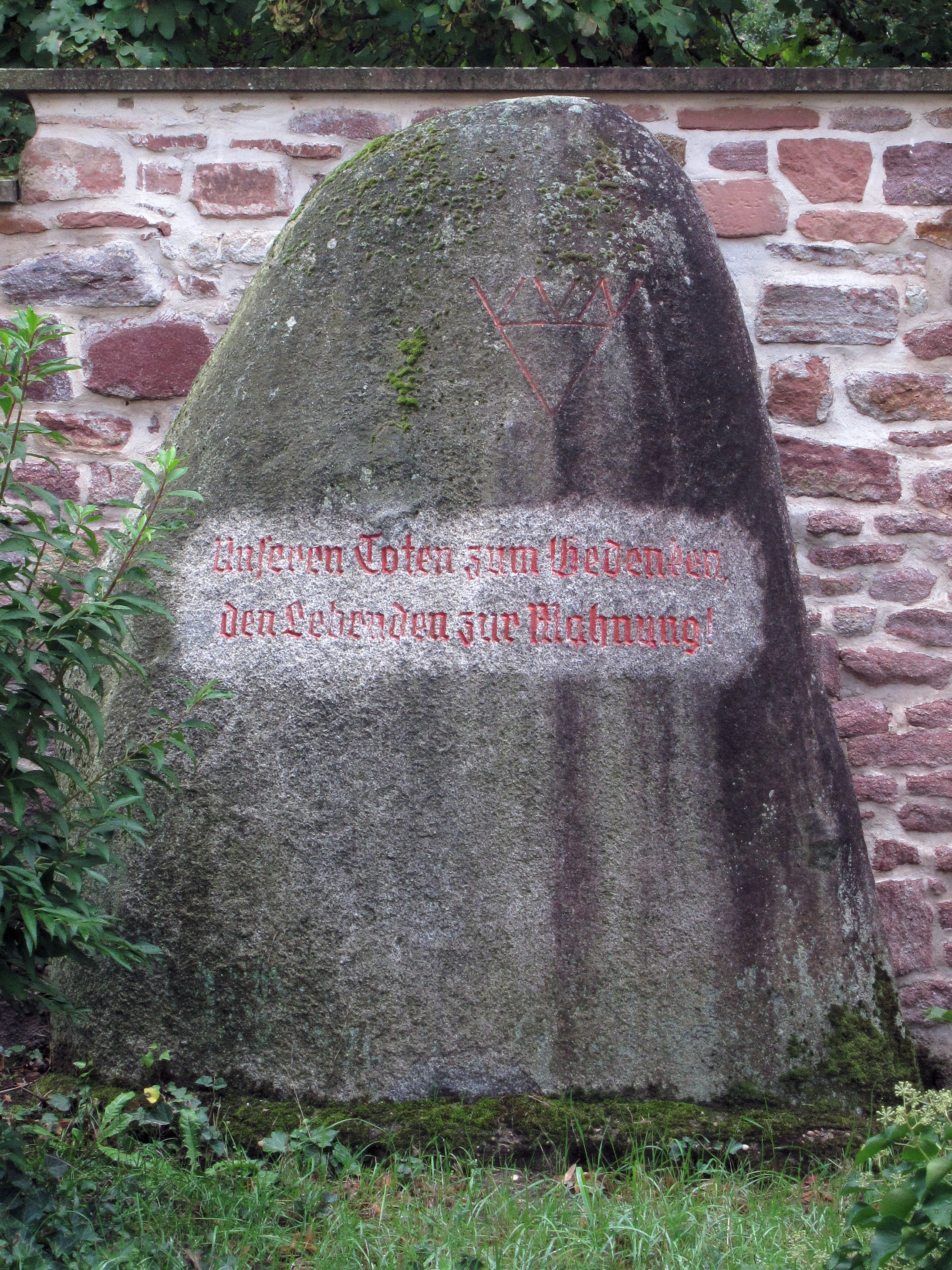
Gedenkstein an der Bruchstein-Umfassungsmauer des jüdischen Friedhofs mit der Inschrift: "Unsern Toten zum Gedenken, den Lebenden zur Mahnung"

1632 entstand „30 Ellen vor dem Burggraben“ bei der Galgenpforte, einem der drei Groß-Gerauer Stadttore, der zweite jüdische Friedhof. Konkret lag der Friedhof auf einem langgestreckten, etwa 10 m breiten und 200 m langen Grundstück entlang der heutigen Friedrich-Ebert-Anlage zwischen Darmstädter Straße und Hedwigstraße, also dort, wo sich später das Landratsamt und heute die Kreissparkasse befindet. In den Jahren 1648, 1659 und 1703 wurde der Friedhof erweitert und schließlich 1910, nach fast 280 Jahren der Nutzung und als der dritte jüdische Friedhof schon fast 70 Jahre bestand, geschlossen.
Im November 1936, während der Zeit des Nationalsozialismus, geschah eine beispiellose Verletzung der jüdischen Totenruhe, denn nach dem jüdischen Religionsgesetz, der so genannten Halacha, sind jüdische Friedhöfe für die Ewigkeit angelegt; sie sollen und dürfen nicht beseitigt werden. Dennoch befahl die damalige Stadtverwaltung der jüdischen Gemeinde, die Gebeine der Verstorbenen auszugraben und in einem Massengrab auf dem neuen jüdischen Friedhof (siehe unten) wieder beizusetzen. Der formale Grund war, dass das Gelände für die Erweiterung des damaligen Landratsamts benötigt wurde.
Auf dem neuen Friedhof erinnert heute eine Gedenktafel mit der Inschrift „Ruhestätte jüdischer Mitbürger aus Groß-Gerau, die während der nationalsozialistischen Gewaltherrschaft widerrechtlich umgebettet wurden“ an dieses Ereignis.

### Dritter („neuer“) jüdischer Friedhof (1841 bis 1938)
1841 entstand schließlich der dritte, heute noch erhaltene Friedhof an der Theodor-Heuss-Straße, neben dem 1937 erbauten Groß-Gerauer Freibad. Er ist von einer Umfassungsmauer aus Bruchstein umgeben. Genutzt wurde er vom jüdischen Friedhofsverband als Beerdigungsstätte für 18 jüdische Gemeinden in etwa auf dem nördlichen Gebiet des heutigen Landkreises Groß-Gerau. Ab 1910, als der alte Friedhof nicht mehr genutzt wurde, wurden auch Juden aus Groß-Gerau hier beigesetzt.
In den Jahren 1909, 1918, 1938 und 1963 gab es dort Friedhofsschändungen. Die Leichenhalle auf dem Friedhof wurde während der Reichspogromnacht zerstört, als auch die Groß-Gerauer Synagoge in Flammen aufging.
Kurz danach wurde auch das erst 1931 errichtete Ehrenmal für die jüdischen Gefallenen des Ersten Weltkrieges sowie mehrere Grabsteine zerstört.
Die letzte Beerdigung auf dem Friedhof fand im Juni 1938, vor Beginn des Zweiten Weltkriegs statt. Es handelte sich um diejenige der 45-jährigen Emma Lehmann aus Weiterstadt.
Der Friedhof ist heute für die Öffentlichkeit in der Regel geschlossen und nur bei Führungen, etwa durch den Förderverein jüdische Kultur und Geschichte im Kreis Groß-Gerau e.V. zugänglich.

## Nutzung
Der Friedhof wurde vom Jüdischen Friedhofsverband laut den Friedhofsstatuten von 1890/92 als Begräbnisstätte für die jüdischen Gemeinden bzw. Familien folgender Orte genutzt:
Darmstadt-Arheilgen, Astheim, Bauschheim, Biebesheim, Bischofsheim, Büttelborn, Crumstadt, Dornheim, Erfelden, Geinsheim, Ginsheim, Goddelau, Groß-Gerau, Gräfenhausen, Griesheim, Klein-Gerau, Königstädten, Leeheim, Mörfelden, Nauheim, Raunheim, Rüsselsheim, Stockstadt, Trebur, Wallerstädten, Weiterstadt, Walldorf, Wolfskehlen und Worfelden.